# كيفين مابوت
كيفن مابوت (مواليد 5 ديسمبر 1958 برستل) هو لاعب كرة قدم إنجليزي متقاعد لعب مع بريستول سيتي وكريستال بالاس في دوري كرة القدم الإنجليزية
لعب أكثر من 100 مباراة في الدوري الانجليزي مع بريستول سيتي، قبل انضمامه إلى كريستال بالاس في أكتوبر 1981 مقابل تيري بويل. كان هدافهم في ذاك الموسم، بتسجيله ثمانية أهداف، وساعدهم على تجنب الهبوط الثاني على التوالي.
لفت الانتباه الوطني في 21 أكتوبر 1978 عندما سجل 3 أهداف لبريستول سيتي في فوز بنتيجة 3-1 على مانشستر يونايتد في ملعب أولد ترافورد. لا يزال واحدًا من عدد قليل من اللاعبين الذين سجلوا ثلاثية في مانشستر يونايتد.
والده راي مابوت وشقيقه غاري مابوت.
حاليا يمتلك مطعمًا في لوس أنجلوس منذ عام 2005.